# Савинков, Пётр Алексеевич
Пётр Алексе́евич Са́винков (р. 23 декабря 1978, Москва, СССР) — российский хоровой дирижёр, хормейстер, музыкальный педагог, преподаватель Музыкального училища имени Гнесиных, художественный руководитель и дирижёр Камерного хора Музыкального училища имени Гнесиных.

## Биография
Пётр Алексеевич Савинков родился 23 декабря 1978 года в Москве.
В 1998 году с отличием окончил Государственное музыкальное училище имени Гнесиных (отделение «Хоровое дирижирование», класс преподавателя Мишиной О. Е.), в 2003 году — Московскую государственную консерваторию имени Чайковского (класс профессора Тевлина Б. Г.), а в 2005 году — аспирантуру при Московской консерватории (факультет «Хоровое дирижирование»).
В 2001—2002 году занимался на факультативе по композиции (класс профессора Ледёнева Р. С.).
С 1998 по 2006 год пел в камерном хоре Московской консерватории, в составе которого, под руководством профессора Б. Г. Тевлина, стал лауреатом международных конкурсов хоров в Италии (1998), Германии (1999), Австрии (2000), Польше (2003). С 2004 года становится солистом этого хора.
C 2002 года является руководителем (регентом) мужского хора в храме Пророка Божия Илии на Новгородском подворье в Москве.
В 2003 году стал преподавателем Государственного музыкального колледжа имени Гнесиных таких дисциплин как дирижирование, хороведение, аранжировка, чтение хоровых партитур, вокальный ансамбль и хормейстером камерного хора колледжа.
C 2008 года — художественным руководителем и дирижёром Камерного хора колледжа, в котором, ещё будучи студентом училища, начал свой творческий путь как певец.
В 2007 году в качестве дирижёра стал Лауреатом III премии на международном конкурсе хоров в Польше (Хайнувка 2007).
2008 году — Лауреатом I премии на международном конкурсе хоров в Москве (Современное искусство и образование 2008).
В декабре 2009 года Пётр Савинков становится лауреатом премии «Grand Prix» на Четвёртом международном конкурсе «Современное искусство и образование-2009» в номинации «Музыкальное исполнительство и педагогическое мастерство».
С 2013 года — преподаватель Российской Академии музыки имени Гнесиных.
С 2013 по 2018 год — художественный руководитель Академического хора отдела хорового дирижирования Музыкального училища имени Гнесиных.
С 09 по 19 июля 2014 года камерный хор под управлением Петра Савинкова впервые принял участие в 8 Международных Хоровых играх в Риге, откуда вернулся в Москву с двумя золотыми медалями в номинациях «Смешанные камерные хоры» и «Духовная музыка acapella».
Лауреат премии «Grand Prix» на Московском Международном Детско-юношеском хоровом конкурсе «Звучит Москва» с Академическим хором Колледжа имени Гнесиных, 2016 год.
В настоящее время преподавает в Российской Академии Музыки имени Гнесиных и Училище имени Гнесиных РАМ им. Гнесиных такие дисциплины как дирижирование, чтение хоровых партитур, хороведение. Квалификационная категория — высшая.

## Концертная работа
Гастрольные поездки с Камерным и Академическим хорами Музыкального училища им. Гнесиных: по России, Латвии, Молдове, Германии, Италии, Франции, Польше и др.
Участие в фестивалях «Ночь в музее», Фестиваль камерной музыки «Возвращение», Международный музыкальный фестиваль медного духового искусства «Brass Days», Международный осенний хоровой фестиваль и др.

## Участие в конкурсах в качестве члена жюри
- Конкурс «SilverBells», г. Даугаувпилс (Латвия), 2012 г.
- II Всероссийский фестиваль детского творчества, г. Суздаль, 2013 г.
- I Всероссийский конкурс хоровых дирижёров имени А. А. Юрлова, Москва, 2016 г.
- I Международный православный детско-юношеский хоровой фестиваль-конкурс «Александр Невский», Переславль-Залесский, 2016 г.

## Публикации
Савинков П. А. К вопросу о психолого-педагогических особенностях исполнения западной хоровой музыки будущими дирижёрами-хоровиками в музыкальных колледжах / Е. Н. Борисова, П. А. Савинков // Мир науки, культуры, образования. № 3 (58) — 2016.

## Звукозаписи
- CD «Тебе поем, Тебе славим». Исполняет хор храма Пророка Божия Илии. Руководитель — Савинков П. А. Запись 2004 года.
- CD «Литургия Иоанна Златоуста». Исполняет хор храма Пророка Божия Илии. Руководитель — Савинков П. А. Запись 2009 года.
- CD «Камерный хор ГМК им. Гнесиных». Руководитель — Савинков П. А. Запись 2009 года. Звукорежиссёр — Петр Кондрашин.
- CD «Камерный хор Колледжа имени Гнесиных РАМ им. Гнесиных. 30 лет». Руководитель — Савинков П. А. Запись 2015 года. Звукорежиссёр — Александр Волков.